# Kim Sun-bin
Kim Sun-bin (* 7. März 1995) ist ein südkoreanischer Fußballspieler.

## Karriere
Kim wechselte zur Saison 2013/14 nach Österreich zu den drittklassigen Amateuren des Zweitligisten Kapfenberger SV. Im April 2014 debütierte Kim bei seinem Debüt im Profikader für die Profis der Steirer in der zweiten Liga, als er am 27. Spieltag jener Saison gegen den SV Horn in der 87. Minute für David Harrer eingewechselt wurde. Dies blieb allerdings sein einziger Zweitligaeinsatz für die KSV, danach kam er wieder ausschließlich für die zweite Mannschaft zum Einsatz. Mit den Amateuren stieg er am Ende der Saison 2013/14 in die Landesliga ab. In zweieinhalb Jahren bei den Amateuren der KSV kam er zu 25 Einsätzen in der Regionalliga und 42 in der Landesliga. Im Januar 2016 verließ er die Kapfenberger.
Nach eineinhalb Jahren ohne Klub wechselte Kim im August 2017 nach Japan zum Viertligisten Nara Club. Für Nara machte er neun Spiele in der Japan Football League. Nach dem Ende der Spielzeit 2017 verließ er den Verein wieder.